# Johann von Stein (Beamter)
Johann Albrecht von Stein (* 8. August 1874 in Rostock; † 5. November 1948 in Berlin) war ein deutscher Jurist und Ministerialbeamter.

## Leben
Johann von Stein war ein Sohn eines Rostocker Professors, besuchte das Gymnasium Rostock und schloss im September 1893 mit dem Abitur ab.
Anfangs studierte er noch an der Universität München und wechselte ab dem Sommer 1895 zum Studium der Rechtswissenschaften an die Universität Rostock. Er absolvierte vom 1. Oktober 1898 bis 30. September 1899 als Einjährig-Freiwilliger einen Militärdienst im Füsilier-Regiment 90. Hier wurde er am 9. April 1899 Gefreiter und am 1. Juli 1899 Unteroffizier. Von Anfang März 1900 bis Ende April 1900 nahm er in seinem Regiment an einer Reserveübung teil. Am 1. Mai 1900 wurde er Vizefeldwebel der Reserve und am 18. Oktober 1901 Leutnant d. R.
Vom 21. April 1903 bis 18. Juni 1903 war er Gerichtsassessor beim Oberlandesgericht in Rostock. Anschließend wechselte er in gleicher Position bis 11. November 1903 zur Marineintendantur der Ostsee nach Kiel.
Am 12. November 1903 trat er als außerplanmäßiger Marineintendanturassessor in die Kaiserliche Marine ein und blieb, ab 1. April 1905 als etatmäßiger Marineintendanturassessor, bis 25. April 1907 in der Marineintendantur der Ostsee. Vom 26. April 1907 bis 14. Juni 1907 reiste er mit dem Dampfer Borussia nach Ostasien. Hier diente er bis 20. September 1907 auf der Leipzig. Bis 5. November 1907 dauerte die Heimreise mit dem Dampfer Kaiser Wilhelm II. Bis 9. Dezember 1907 war von Stein beurlaubt, kam dann bis 28. Januar 1908 erst in die Abteilung II der Marineintendantur der Nordsee und dann bis 31. Mai 1910 in die Abteilung III. Am 18. April 1908 wurde er zum Marineintendanturrat befördert. Vom 1. Juni 1910 bis 8. März 1911 wurde er erst zur Dienstleistung zur Marineintendatur der Ostsee und dann bis 2. Oktober 1912 in das Reichsmarineamt kommandiert. Bis 30. Juli 1914 war er erneut in der Marineintendantur der Nordsee und kam bis 10. Dezember 1918 zur Proviant-Organisation in Hamburg. Zeitgleich war er ab dem 15. November 1918 mit der Wahrnehmung der Geschäfte eines Vortragenden Rates erneut zur Dienstleistung zum Reichsmarineamt kommandiert und blieb dies bis 12. Dezember 1918.
Vom 13. Dezember 1918 bis 30. September 1919 war er im Marine-Verwaltungsdepartement (C) des Reichsmarineamtes Dezernent C Ic und C Id. Hier wurde er am 25. Juli 1919 Wirklicher Admiralitätsrat mit dem Range eines Rates III. Klasse. Er wurde Referent im Marineverwaltungsamt (C) der Marineleitung, was er bis 10. Januar 1936 blieb. In dieser Position wurde er am 8. November 1919 Wirklicher Admiralitätsrat und Vortragender Rat. Am 1. April 1920 wurde sein Rang in Ministerialrat umbenannt.
Mit der Überführung der Marineleitung 1936 in das Oberkommando der Kriegsmarine (OKM) blieb er auch dort Referent C Ia im Marineverwaltungsamt (C). Am 1. September 1939 wurde er zur Verfügung gestellt, blieb aber bis 14. November 1939 in seiner alten Kommandierung. Im OKM wechselte er anschließend bis 30. Juni 1943 als Referent in das Marineverwaltungsamt (C) des im November 1939 neu eingerichtete Allgemeinen Marinehauptamtes (AMA) und wurde ab 11. Mai 1943 nach dem Tod des ehemaligen Chefs Georg Meyer mit der Wahrnehmung der Geschäfte des Chefs der Abteilung für Personalangelegenheiten, Gebührnis- und Kassenwesen, Verpflegung und Bekleidungsamt (C I) beauftragt. Vom 1. Juli 1943 bis zu seinem Ruhestand am 30. Juni 1944 war er Chef der Abteilung Personal- und Besoldungsangelegenheiten (MarWhr/CI) im Marineverwaltungsamt anfangs noch im Allgemeinen Marinehauptamt und ab Mai 1944 mit einer Umorganisation in der Kriegsmarinewehr im OKM. Am 30. Oktober 1943 wurde er zum Ministerialdirigent z. V. befördert.
1907 wurde er mit dem Roten Adlerorden 4. Klasse ausgezeichnet.